# Georges II d'Anhalt-Dessau
Georges II d'Anhalt-Dessau dit le Fort allemand der Starke (né vers 1454 – mort le 25 avril 1509) fut un prince allemand de la maison d'Ascanie qui règne comme corégent de la principauté d'Anhalt-Dessau.

## Biographie
Georges II est le 4e fils de Georges Ier, et le second enfant né de sa 4e épouse Anne, fille de Albert VIII, comte de Lindowu-Ruppin.
Avant le décès de son père, Georges II avait été créé « Mitherr » (c'est-à-dire corégent) de Köthen en 1471 conjointement avec son demi-frère ainé  Valdemar VI, mais peu après il résigne cette fonction en faveur de Valdemar VI. Après la mort de son père en 1474, Georges II hérite d'Anhalt-Dessau conjointement avec ses frères ainés : Ernest Ier et Sigismond III et son jeune frère Rodolphe IV. Conformément aux règles successorales de la maison d'Ascanie, ils n'effectuent pas de division du territoire patrimonial et règnent comme corégents. En 1480 il est fait « seigneur de Hoym et Wörlitz »  et nommé « Pfandherr » c'est-à-dire engagiste de Crossen, Cottbus et Peitz, fonction qu'il exerce jusqu'en 1508.
En 1478 Georges II épouse Agnès (né vers 1434 – morte à Bernbourg, le 9 mai 1512), fille de Barnim VIII de Poméranie, et veuve de Frédéric d'Altmark, un fils cadet de Frédéric Ier, Électeur de Brandebourg. Elle était au moins plus âgée que lui d'une vingtaine d'années et leur union reste stérile bien que certaines sources évoquent l'existence d'un enfant qui fut soit mort né ou qui décède peu de temps après sa naissance. À la mort de, Georges sans héritier il a comme successeurs conjoints ses frères survivants : Ernest et Rodolphe IV.